# Queen of the Desert
Pour plus de détails, voir Fiche technique et Distribution.
Queen of the Desert (Reine du désert) est un film dramatique et biographique américain écrit et réalisé par Werner Herzog, sorti en 2015.  
Le film est sélectionné pour être projeté en compétition à la Berlinale 2015.

## Synopsis

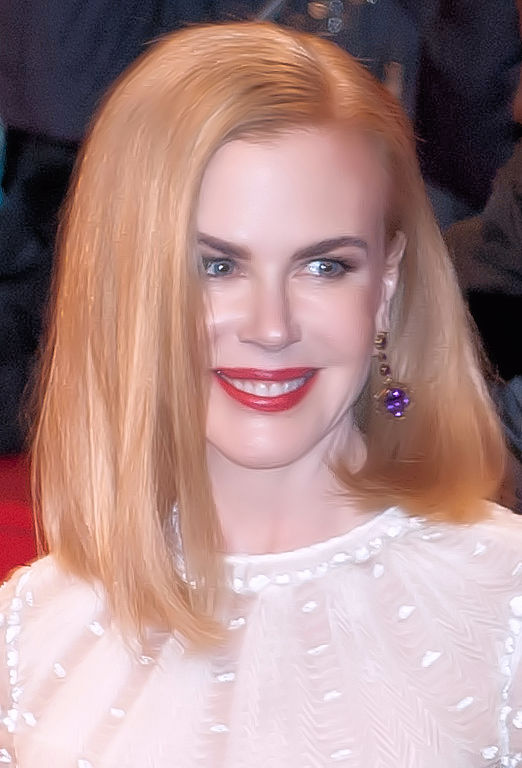
L'actrice principale Nicole Kidman à la première du film à la Berlinale 2015.

Le film est basé sur la vie de Gertrude Bell, voyageuse, auteure, archéologue, exploratrice, cartographe et responsable politique  anglaise.
Après avoir étudié l'histoire à l'université d'Oxford, Gertrude Bell étouffe au sein de la bonne société britannique. Son père l'envoie à Téhéran, où son oncle est en poste à l'ambassade. Elle tombe amoureuse de Henry Cadogan, jeune diplomate chargé de lui faire découvrir la Perse. Avec lui, elle étudie le farsi pour pouvoir lire les poètes persans dans le texte. Le père de Gertrude refuse qu'ils se marient, car Cadogan est un joueur invétéré. Ce dernier se suicidera.
Fascinée par le désert, Bell retourne au Moyen-Orient, alors partie de l'Empire ottoman, et décide de consacrer son temps à mener des recherches archéologiques et à étudier les Bédouins. Les représentants britanniques sur place ne le voient dans un premier temps pas d'un très bon œil, car ils craignent que les activités de Gertrude Bell ne perturbent leurs relations avec les autorités ottomanes et ne contrarient leurs projets impérialistes dans la région. 
Durant de longues années, Bell parcourt la région, développant des contacts avec les différentes tribus et une connaissance approfondie de la situation politique locale. Elle tombe amoureuse du consul britannique à Damas Richard Doughty-Wylie, qui sera tué lors de la Première Guerre mondiale, à Gallipoli. Ses connaissances la rendent très précieuse pour les autorités britanniques, qui lui confient un poste de conseillère politique. Elle devient très influente, et jouera un rôle majeur dans la reconfiguration du Moyen-Orient après la chute de l'Empire ottoman.

## Fiche technique
- Durée : 128 minutes
- Dates de sortie :
  -  Allemagne : 6 février 2015 (Berlinale 2015)

## Distribution
- Nicole Kidman : Gertrude Bell
- James Franco : Henry Cadogan
- Robert Pattinson : T. E. Lawrence
- Damian Lewis : Charles Doughty-Wylie (en)
- Holly Earl : la cousine Florence
- David Calder : Hugh Bell
- Mark Lewis Jones : Frank Lascelles
- Renee Faia : (voix)
- Christopher Fulford : Winston Churchill
- Jay Abdo (en) : Fattuh
- Michael Jenn : R. Campbell Thompson
- Anas El Baz : un cavalier
- Christina Low : une femme de chambre
- Assaad Bouab : le sheik
- Guy Arnaud : Le photographe